# Pronom réfléchi
En grammaire le pronom réfléchi est un pronom qui se réfère à l’agent d’une action, celui-ci étant d’ordinaire le sujet d’un verbe, et le pronom étant le complément de ce verbe,,,,. Dans certaines langues, comme le français ou le roumain, le pronom réfléchi peut aussi se référer à un agent sous-entendu du procès exprimé par un nom, le pronom étant le complément de celui-ci,.
Dans certaines langues il y a seulement des pronoms réfléchis disjoints, c’est-à-dire accentués et non attachés au verbe, par exemple en anglais ou en hongrois. Dans d’autres il y a un pronom réfléchi disjoint et un ou plusieurs conjoints, appelés aussi clitiques, qui forment un seul mot prosodique avec le verbe, ayant un seul accent, par exemple en français, en roumain ou en BCMS,,.
Dans certaines grammaires, le pronom réfléchi est traité en tant que sous-espèce du pronom personnel,,,.

## En français
Selon Delatour 2004, les pronoms réfléchis français sont les suivants :
| 1re         | 2e     | 3e           |             |
| singulier : | me, m’ | te, t’, -toi | se, s’, soi |
| pluriel :   | nous   | (-)vous      | se, s’, soi |

Pour Grevisse et Goosse, seuls ceux de la 3e personne sont réfléchis, les autres étant simplement des pronoms personnels.
Tous ces pronoms sont conjoints, sauf « soi ». Certaines formes s’élident devant les verbes commençant par une voyelle : m’, t’, s’.
Les formes de pluriel sont identiques à celles des pronoms personnels correspondants en fonction de sujet.
Les pronoms conjoints sont postposés au verbe à l'impératif positif, à l’écrit avec un trait d'union. La forme -toi est destinée à cet emploi.
Aucun de ces pronoms n’exprime le genre.
Le pronom soi renvoie à un pronom indéfini représentant une/des personne(s) (on, chacun, personne, quelqu’un, tout le monde, etc.), pouvant avoir la fonction de complément de tout type, surtout prépositionnel, ou il peut se référer à l’agent d’un procès exprimé par un nom, étant le complément de celui-ci. Exemples :
Après le spectacle, chacun est rentré chez soi ;
La confiance en soi est nécessaire dans la vie.
Ce pronom peut être renforcé avec l’adjectif pronominal indéfini même, ex. Dans la vie, chacun pense d’abord à soi-même.
Les formes conjointes peuvent avoir la fonction de complément d'objet direct (COD), de complément d'objet indirect (COI) dit « d’attribution », ou peuvent ne pas avoir de fonction syntaxique, ce qui dépend du sens du verbe pronominal :
| Exemple                                                  | Fonction du pronom | Sens du verbe |
| -------------------------------------------------------- | ------------------ | ------------- |
| Elle s’est coiffée                                       | COD                | réfléchi      |
| Je me suis lavé les dents                                | COI                | réfléchi      |
| Louis et Alexandre se connaissent depuis leur enfance    | COD                | réciproque    |
| Estelle et moi, nous nous téléphonons très régulièrement | COI                | réciproque    |
| Ce plat se prépare en cinq minutes                       | –                  | passif        |
| En mai, nous nous absenterons pendant deux semaines      | –                  | sans fonction |

On peut remarquer ici que le pronom personnel est qualifié de « réfléchi » même lorsque le sens du verbe pronominal ne l’est pas.
Par analogie avec les pronoms personnels conjoints des 1re et 2e personnes utilisés en tant que réfléchis, Kalmbach 2017 considère également comme réfléchis les pronoms personnels de toutes les personnes quand ils se réfèrent au sujet. Exemples:
Je ne compte que sur moi ;
Tu as une fâcheuse tendance à ne penser qu’à toi et à oublier les autres ;
Il a toujours un peu d’argent sur lui ;
Carla a gardé les enfants chez elle aujourd’hui, parce qu’elle a une journée de libre ;
Nous avions fait ça pour nous et pas pour que ça soit diffusé partout ;
Vous pouvez le garder pour vous ;
Soudain, ils entendirent un grand bruit derrière eux ;
Elles ont tout gardé pour elles.
Ces pronoms aussi peuvent être renforcés comme le pronom soi, avec même(s). Exemples :
Tu as une fâcheuse tendance à ne penser qu’à toi-même ;
On a acheté ça pour nous-mêmes ;
Vous pouvez le garder pour vous-mêmes ;
Elles ont tout gardé pour elles-mêmes.

## En roumain
En roumain il y a plus de pronoms réfléchis qu’en français. Les formes conjointes sont :
| Fonction | Nombre     | Personne                    | Personne                  | Personne                |
| -------- | ---------- | --------------------------- | ------------------------- | ----------------------- |
| Fonction | Nombre     | 1re                         | 2e                        | 3e                      |
| COD :    | singulier: | mă, -mă, m-, -m-            | te, -te, te-, -te-        | se, -se, s-, -s-        |
| COD :    | pluriel :  | ne, -ne, ne-, -ne-          | vă, -vă, v-, -v-          | se, -se, s-, -s-        |
| COI :    | singulier: | îmi, mi, -mi, mi-, -mi-     | îți, ți, -ți, ți-, -ți-   | își, și, -și, și-, -și- |
| COI :    | pluriel :  | ne, -ne, ne-, -ne-, ni, ni- | vă, -vă, v-, -v-, vi, vi- | își, și, -și, și-, -și- |

Les caractéristiques de ces pronoms sont en grande partie les mêmes qu’en français. Ils diffèrent cependant par le fait qu’il y a certaines formes distinctes pour les fonctions de COD et de COI, et d’autres identiques pour les deux fonctions. Une autre différence est que ces pronoms ont plusieurs variantes en fonction des éléments avec lesquels ils se trouvent en contact (verbe à sens lexical, verbe auxiliaire, pronoms personnels conjoints) et de leur position par rapport à ceux-ci : antéposition ou postposition.
La forme disjointe correspondant à « soi » a une forme de COD, sine, et deux de COI, sie et sieși. À la différence de « soi », elle peut se référer à une personne définie aussi, à condition qu’elle soit de la 3e personne, ex. Nu se gândește decât la sine « Il/Elle ne pense qu’à lui/elle-même », Își mulțumește sieși « Il/Elle se remercie lui/elle-même ». Comme en français, elle peut aussi être le complément d’un nom exprimant un procès : Lauda de sine nu miroase a bine littéralement « La louange de soi ne sent pas bon » (proverbe).
Dans les grammaires du roumain on distingue plus de sens du verbe pronominal que dans celles du français :
| Exemple                                               | Fonction du pronom | Sens du verbe |
| ----------------------------------------------------- | ------------------ | ------------- |
| Se spală « Il/Elle se lave »                          | COD                | objectif      |
| Își spune că… « Il/Elle se dit que… »                 | COI                | objectif      |
| Ne certăm des « Nous nous disputons souvent »         | COD                | réciproque    |
| Își dau palme « Ils/Elles se donnent des gifles »     | COI                | réciproque    |
| Își cumpără un palton « Il/Elle s’achète un manteau » | COI                | participatif  |
| Ți-ai văzut fata? « Tu as vu ta fille ? »             | COI                | possessif     |
| M-am născut iarna « Je suis né(e) en hiver »          | –                  | passif        |
| El se ruga de iertare « Il implorait le pardon »      | –                  | dynamique     |
| El s-a îmbolnăvit « Il est tombé malade »             | –                  | éventif       |
| La ei se mănâncă mult « Chez eux on mange beaucoup »  | –                  | impersonnel   |

## En anglais
Dans cette langue, le pronom réfléchi est le même qui est utilisé en tant que pronom personnel mis en relief. Il est composé du déterminant possessif et du mot self (pluriel selves) qui, employé seul, a le sens de « soi » substantivé. Tous les pronoms réfléchis anglais sont disjoints. Ceux de la 3e personne du singulier se distinguent selon les genres, y compris l’inanimé.
Exemples :
I fell over and hurt myself « Je suis tombé(e) et je me suis fait mal » ;
I hope you enjoy yourself « J’espère que tu t’amuses » ;
Van Gogh painted himself lots of times « Van Gogh s’est peint de nombreuses fois » ;
Helen looked at herself in the mirror « Helen s’est regardée dans le miroir » ;
The country declared itself independent « Le pays s’est déclaré indépendant » ;
We suddenly found ourselves in the middle of a hostile crowd « Soudain, nous nous sommes retrouvé(e)s au milieu d’une foule hostile » ;
Enjoy yourselves! « Amusez-vous ! » ;
The company's directors have given themselves a big pay rise « Les directeurs de la compagnie se sont accordé une grosse augmentation de salaire ».
Le correspondant du pronom « soi » est le pronom réfléchi oneself dont le premier composant est le pronom indéfini one : One should look after oneself « On devrait avoir soin de soi(-même) ».
Les correspondants du pronom réfléchi français utilisés avec un verbe pronominal réciproque sont les syntagmes each other « l’un(e) l’autre, les un(e)s les autres » et to each other « l’un(e) à l’autre, les un(e)s aux autres », ex. Helen and Tim write each other long, passionate letters « Helen et Tim s’écrivent de longues lettres passionnées ».

## En hongrois
En hongrois aussi, les pronoms réfléchis sont seulement disjoints et servent également à mettre en relief la personne, même en remplaçant le pronom personnel proprement dit. Leurs formes sont :
| Nombre      | Personne | Personne | Personne |
| ----------- | -------- | -------- | -------- |
| Nombre      | 1re      | 2e       | 3e       |
| singulier : | magam    | magad    | maga     |
| pluriel :   | magunk   | magatok  | maguk    |

Ces formes portent bien un accent mais ne sont pas mises en relief. Pour ce faire, on les emploie avec le préfixe ön- ou précédés de l’adjectif saját ayant le sens principal « propre, appartenant à », et dans ce cas ils incluent toujours le sens d’emphase : önmagam « moi-même », saját magatok « vous-mêmes », etc.
Ces pronoms correspondent aux réfléchis conjoints français quand ils sont aux cas accusatif (COD) ou datif (COI), mais peuvent aussi être mis à 14 cas au total sur les 18 qu’ont les noms, avec ou sans postposition, et peuvent ainsi être des compléments de tout type, correspondant au pronom « soi » et aussi aux pronoms personnels disjoints. Exemples :
Jól érezzük magunkat ebben a városban « Nous nous sentons bien dans cette ville » ;
Vegyél magadnak egy fürdőnadrágot « Achète-toi un maillot de bain » ;
Vidd el magaddal a pénzt! « Emporte l’argent » (litt. « … avec toi… ») ;
Ilona nem szeret magáról beszélni « Ilona n’aime pas parler d’elle-même » ;
Csukd be az ajtót magad mögött « Ferme la porte derrière toi ».
En fait, les verbes utilisés avec un pronom réfléchi en français ont aussi d’autres correspondants en hongrois, des verbes munis de certains suffixes. Parfois deux constructions sont possibles avec le même verbe, pour exprimer des nuances de sens différentes : A diák felkészültnek mutatkozott « L’étudiant était apparemment préparé pour l’examen » vs A diák felkészültnek mutatta magát « L’étudiant voulait paraître préparé… », les deux phrases se traduisant littéralement « L’étudiant se montrait préparé… ».

## En BCMS
En  (bosnien, croate, monténégrin, serbe) il y a un seul pronom réfléchi, qui se réfère à toute personne, étant invariable en genre et en nombre.
La forme conjointe de ce pronom, se, est utilisé avec les verbes pronominaux dans le sens de ceux du français, avec les mêmes valeurs, mais peut être seulement COD, ou ne pas avoir de fonction, par exemple :
(hr) Ja sam se počešljao « Je me suis peigné » ;
Ti si se počešljala « Tu t’es peignée » ;
Sestra se počešljala « La sœur s’est peignée » ;
Dječaci su se počešljali « Les garçons se sont peignés » ;
(sr) On se rodio 1797. godine « Il est né en 1797 ».
La forme disjointe se décline comme les pronoms personnels (génitif-accusatif sebe, datif-locatif sebi, instrumental sobom), sans forme de nominatif, et peut être n’importe quel type de complément du verbe, avec ou sans préposition. Exemples:
(bs) Što god čujete, zadržite za sebe « Quoi que vous entendiez, gardez-le pour vous » ;
(hr) Uzet ćemo sa sobom kojugod knjigu « Nous allons emporter n’importe quel livre » (litt. « … avec soi…») ;
(sr) Pisac govori o sebi « L’écrivain parle de lui-même » ;
(cnr) Nemam pri sebi ničega za pisanje « Je n’ai rien sur moi pour écrire ».
C’est aussi le seul pronom, représentant toutes les personnes, qui peut être mis en relief avec l’adjectif sam(a), dont le sens principal est « seul(e) » et qui, avec ce rôle, a le sens « même », ex. On sam sebe ne poznaje « Il ne se connaît pas lui-même ».

## Sources bibliographiques
- (ro) Avram, Mioara, Gramatica pentru toți [« Grammaire pour tous »], Bucarest, Humanitas, 1997  (ISBN 973-28-0769-5)
- (hr) Barić, Eugenija et al., Hrvatska gramatika [« Grammaire croate »], 2de édition revue, Zagreb, Školska knjiga, 1997  (ISBN 953-0-40010-1)
- (hu) Bokor, József, « Szófajtan » [« Les parties du discours »], A. Jászó, Anna (dir.), A magyar nyelv könyve [« Le livre de la langue hongroise »], 8e édition, Budapest, Trezor, 2007  (ISBN 978-963-8144-19-5), p. 197-253 (consulté le 13 mars 2018)
- (cnr) Čirgić, Adnan ; Pranjković, Ivo ; Silić, Josip, Gramatika crnogorskoga jezika [« Grammaire du monténégrin »], Podgorica, Ministère de l’Enseignement et des Sciences du Monténégro, 2010  (ISBN 978-9940-9052-6-2) (consulté le 13 mars 2018)
- (en) Cojocaru, Dana, Romanian Grammar [« Grammaire roumaine »], SEELRC, 2003 (consulté le 13 mars 2018)(consulté le 13 mars 2018)
- (ro) Constantinescu-Dobridor, Gheorghe, Dicționar de termeni lingvistici [« Dictionnaire de termes linguistiques »], Bucarest, Teora, 1998 ; en ligne : Dexonline (DTL) (consulté le 13 mars 2018)
- (ro) Coteanu, Ion, Gramatica de bază a limbii române [« Grammaire de base du roumain »], Bucarest, Albatros, 1982 (consulté le 13 avril 2023)
- Delatour, Yvonne et al., Nouvelle grammaire du français, Paris, Hachette, 2004  (ISBN 2-01-155271-0) (consulté le 13 mars 2018)
- (en) Eastwood, John, Oxford Guide to English Grammar [« Guide Oxford de la grammaire anglaise »], Oxford, Oxford University Press, 1994  (ISBN 0-19-431351-4) (consulté le 13 avril 2023)
- Grevisse, Maurice et Goosse, André, Le Bon Usage. Grammaire française, Bruxelles, De Boeck Université, 2007, 14e édition,  (ISBN 978-2-8011-1404-9) (consulté le 13 avril 2023)
- (bs) Jahić, Dževad ; Halilović, Senahid ; Palić, Ismail, Gramatika bosanskoga jezika [« Grammaire de la langue bosniaque »], Zenica, Dom štampe, 2000 (consulté le 13 mars 2018)
- Kalmbach, Jean-Michel, La grammaire du français langue étrangère pour étudiants finnophones, version 1.5., Universitaté de Jyväskylä (Finlande), 2017  (ISBN 978-951-39-4260-1) (consulté le 13 mars 2018)
- (sr) Klajn, Ivan, Gramatika srpskog jezika [« Grammaire de la langue serbe »], Belgrade, Zavod za udžbenike i nastavna sredstva, 2005  (ISBN 86-17-13188-8) (consulté le 13 avril 2023)
- (ro) Noul dicționar explicativ al limbii române [« Nouveau dictionnaire du roumain »], Bucarest, Litera Internațional ; en ligne : Dexonline (NODEX 2002) (consulté le 13 mars 2018)
- (en) Rounds, Carol, Hungarian: an Essential Grammar [« Grammaire fondamentale du hongrois »], Londres / New York, Routledge, 2001  (ISBN 0-203-46519-9) (consulté le 13 avril 2023)